# Железнодорожный вокзал Алеппо
Железнодорожный вокзал Алеппо (араб. محطة قطار حلب‎), также араб. محطة بغداد‎ — «Багдадский вокзал» — главный железнодорожный вокзал города Алеппо, второй по времени основания вокзал на территории современной Сирии. Построен в 1912 году в рамках строительства Багдадской железной дороги. Первое железнодорожное сообщение со станции было открыто в направлении Джерабулуса.

## История
Вокзал был построен в 1912 году немецкими инженерами как часть Берлинско-Багдадской линии, таким образом к началу Первой мировой войны железная дорога достигла Алеппо с ответвлением на Триполи, а к октябрю 1918 года — до Нусайбина. Багдадская железная дорога, оставаясь незавершённой к началу военных действий, создавала как стратегические возможности, так и проблемы для обеих воюющих сторон, поскольку её южная ветка проходила непосредственно вдоль тогдашней сирийско-турецкой границы.
После войны границы были изменены, и железная дорога сейчас проходит севернее границы. С 1922 года Багдадская железная дорога эксплуатировалась двумя французскими компаниями по очереди, которые были ликвидированы в 1933 году, когда граница снова была перемаркирована, что снова привело к размещению Багдадской железной дороги на подконтрольной Сирии территории.

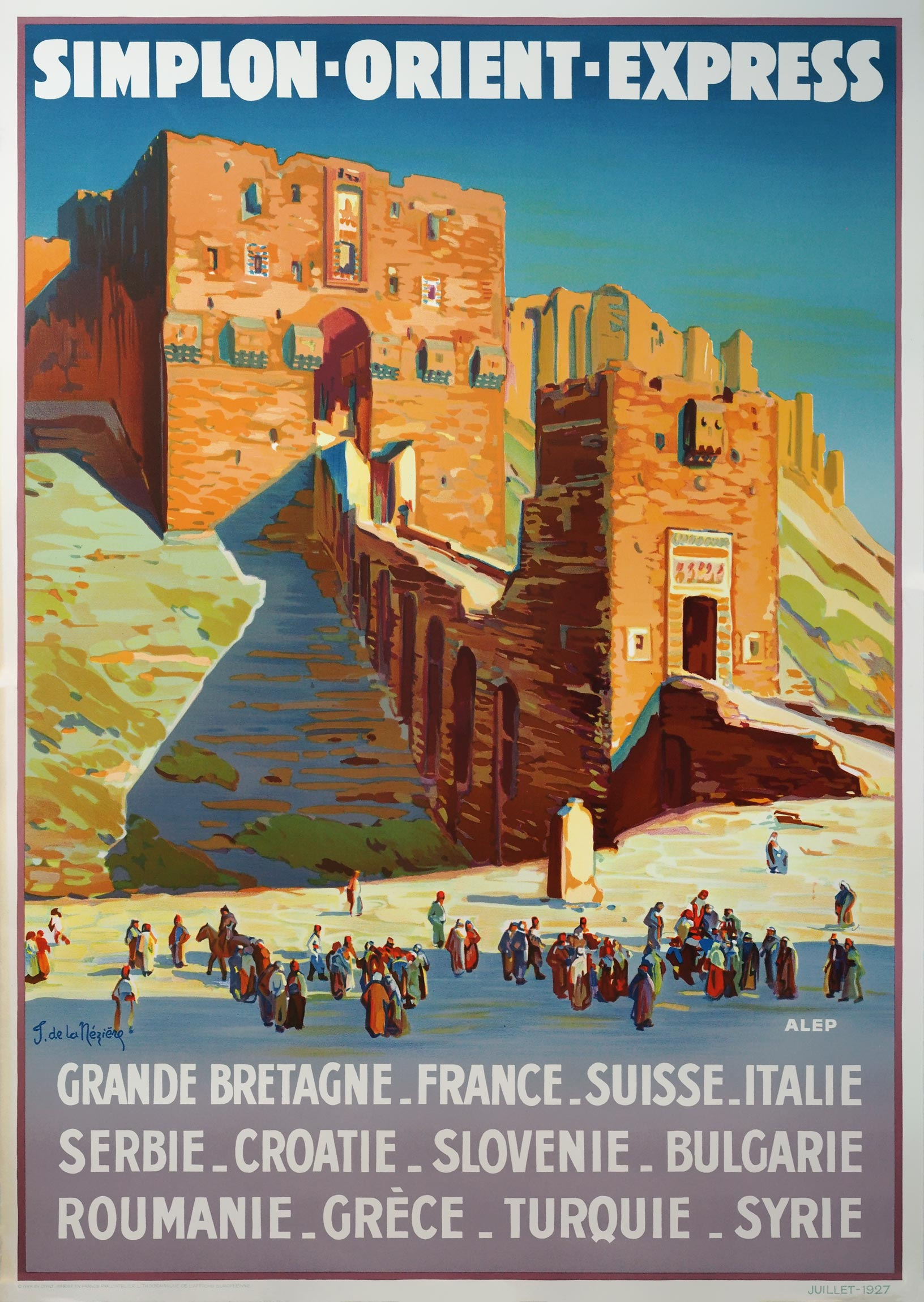
Постер, рекламирующий Симплон-Ориент-Экспресс, чей путь заканчивался в Алеппо (1930-е).

В результате соглашения, которое было заключено между контролируемой Францией Сирией и Османской железнодорожной компанией Шам-Хама (оператор Дамасской железной дороги), согласно которому железная дорога Алеппо бралась под управление компании на 15 лет. Как результат железнодорожная ветка Алеппо была соединена с Дамаском.
В течение 1940-х после объявления независимости Сирии от Франции, срок действия соглашения об управлении истёк, и сирийское правительство само взяло на себя управление железной дорогой Алеппо, создав в конце 1940-х годов новую сирийскую железнодорожную компанию.
В 1956 году сирийское правительство решило купить доли Османской железнодорожной компании Шам-Хама в Сирии. Результатом стало то, что все железные дороги в Сирии оказались национализированы и управляемы одной администрацией. Позднее, начиная с 1 января 1965 года, сирийская железная дорога была реорганизована в Сирийские железные дороги со штаб-квартирой в Алеппо.

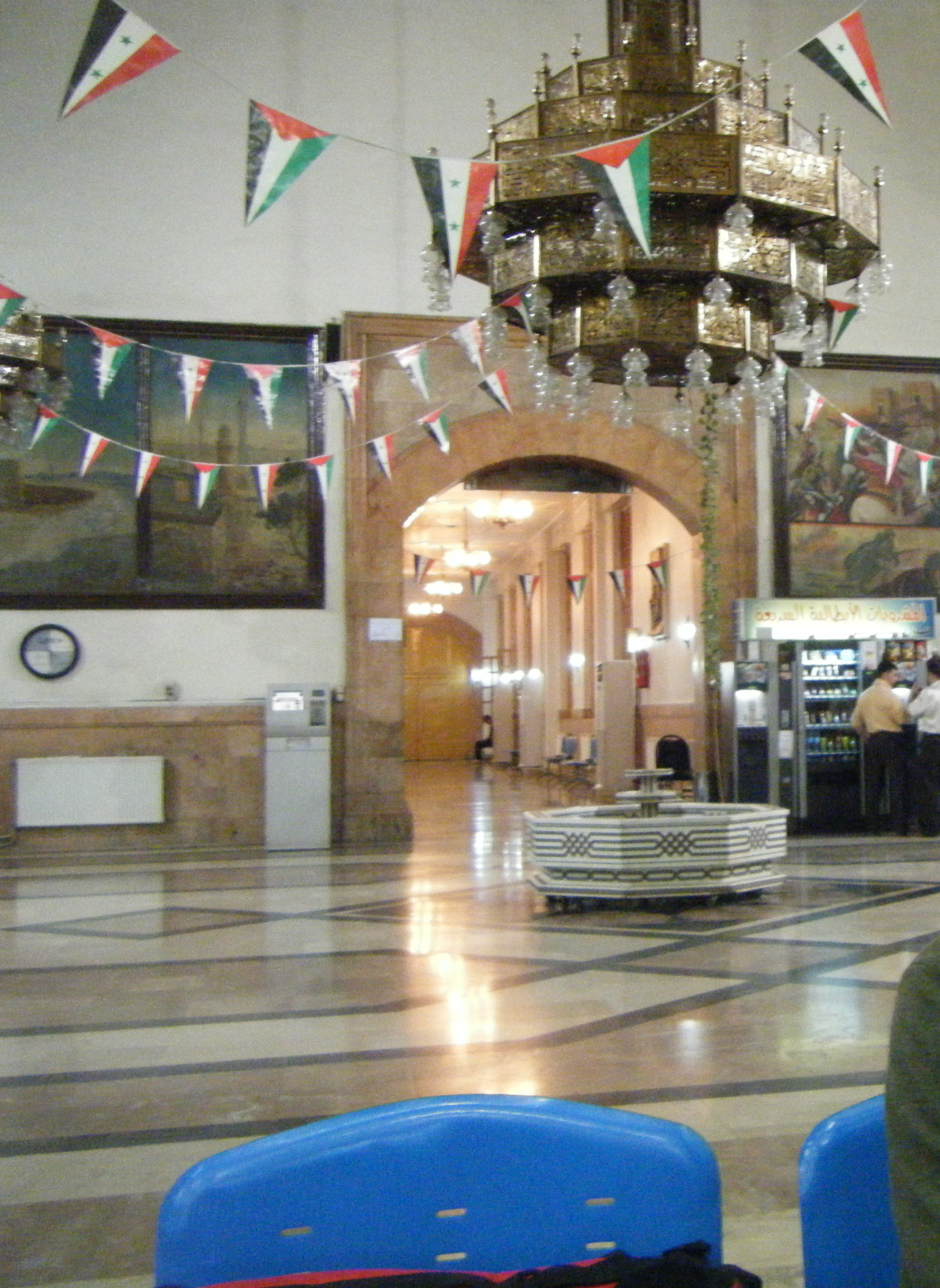
Главный зал железнодорожной станции Алеппо в 2010 году

До 2011 года Алеппо был соединён регулярным железнодорожным сообщением с Дамаском, Латакией, Хамой, Хомсом, Эль-Камышлы и Дайр-эз-Зауром с рейсами каждый день. В 2012 году железнодорожное сообщение было прервано из-за Сирийской гражданской войны. 25 января 2017 года впервые за четыре года возобновилось движение поездов, что вновь сделало станцию работоспособной Восстановление линии железнодорожного сообщения Дамаск-Алеппо начато в 2020 году.